# Amagat
Un amagat es una unidad práctica de densidad numérica. Aunque puede aplicarse a cualquier sustancia en cualquier condición, se define como el número de moléculas de gas ideal por unidad de volumen a 1 atm (= 101,325 kPa) y 0 °C (= 273,15 K). Recibe su nombre en honor de Émile Amagat, de quien también recibe su nombre la ley de Amagat.

## Definición
La densidad numérica, η, está definida como
{\displaystyle \eta ={\frac {n}{n_{0}}}},
donde n0 = 1 amagat = 2,686 7774×1025 m−3 = 44,614 981 mol/m³ es la constante de Loschmidt.
En la práctica, la densidad numérica de un gas ideal a presión P y temperatura T puede calcularse como
{\displaystyle \eta =\left({\frac {P}{P_{0}}}\right)\left({\frac {T_{0}}{T}}\right)\,{\rm {amagat}}},
donde T0 = 273,15 K y P0 = 101,325 kPa.

## Ejemplo
La densidad numérica de un gas ideal a temperatura ambiente (20 °C) y 1 atm (101,325 kPa) es
{\displaystyle \eta =\left({\frac {1\,{\rm {atm}}}{p_{0}}}\right)\left({\frac {273.15\,{\rm {K}}}{(273.15+20)\,{\rm {K}}}}\right){\rm {amagat}}=0,932\ {\rm {amagat}}}.